# Ass Cobra
Ass Cobra è il terzo album in studio del gruppo punk rock norvegese Turbonegro, pubblicato nel 1996.

## Tracce
1. Dazzling Display of Talent – 2:01
2. The Midnight NAMBLA – 1:36
3. Deathtime – 2:20
4. Black Rabbit – 1:21
5. Denim Demon – 2:11
6. Bad Mongo – 2:32
7. Mobile Home – 2:05
8. I Got Erection – 2:06
9. Just Flesh – 3:09
10. Hobbit Motherfuckers – 1:22
11. Sailor Man – 2:00
12. Turbonegro Hate the Kids – 3:04
13. Imorgen Skal Eg Daue – 2:32
14. Raggare Is a Bunch of Motherfuckers – 3:01

## Formazione
- Hank Von Helvete (Hans Erik Dyvik Husby) - voce
- Pål Pot Pamparius (Pål Bøttger Kjærnes) - chitarra
- Rune Rebellion (Rune Grønn) - chitarra
- Bingo (Bengt Calmeyer) - basso
- Happy-Tom (Thomas Seltzer) - batteria